# Firewall Zero Hour
『Firewall Zero Hour』（ファイアウォール　ゼロ・アワー）は、バーチャル・リアリティを利用したファーストパーソン・シューティングゲーム (FPS)であり、プレイヤーは匿名の人物に雇われた傭兵となり、機密データやファイアウォールアクセスポイントを巡って攻防が繰り広げられる世界の中で、4対4のチームが攻撃側と守備側に分かれ戦うゲーム 。対応ゲーム機はPlayStation 4であり、プレイするにはPlayStation VRが必須。PS VR シューティングコントローラーに対応している。
日本では2018年8月30日に発売された。
2019年5月21日に、大型アップデート｢Operation: Nightfall｣が配信された。従前の「チャレンジ」システムが刷新され、ミッションをクリアしていくことで外装の報酬が解放される形式となったほか、新マップや新操作キャラクター、新武器が追加されている。

## ルール
パソコン端末内の機密情報をめぐり、プレイヤーが最大4対4に分かれて戦う。
アタッカー（攻撃側）チームは、5分の制限時間内にアクセスポイントを解除、標的となるパソコンを捜索し、情報をダウンロードできれば勝利となる。
ディフェンダー（防御側）チームは、時間いっぱい情報を守りきるか、もしくはアタッカーチームを全滅させれば勝利となる。
通常のFPSにあるような、情報を画面表示してくれる機能はない。プレイヤーは手首に取り付けたリストタブレットや手に持った銃を目視することで、マップや残弾数を把握する。